# ستيف هيسكيث
ستيف هيسكيث (بالإنجليزية: Steve Lewis Hesketh)‏ هو لاعب كرة قدم أسترالي في مركز الدفاع، ولد في 15 ديسمبر 1988 في أستراليا الغربية في أستراليا. لعب مع نادي آريما كرونوس.

## وصلات خارجية
- ستيف هيسكيث على موقع قاعدة بيانات كرة القدم.إي يو (الإنجليزية)
- ستيف هيسكيث على موقع Soccerway.com (الإنجليزية)